# Adrián Rodríguez
Adrián Rodríguez Moya, né à Cornellà de Llobregat (Province de Barcelone) en Espagne le 28 novembre 1988, est un acteur et chanteur espagnol. Il est principalement connu pour ses rôles dans les séries La Famille Serrano et Physique ou Chimie.

## Biographie
L'acteur catalan a exercé divers métiers de la publicité à la télévision. C'est grâce à son rôle dans la série La Famille Serrano qu'il devient célèbre en 2007. Nuria González, une des actrices principales de Physique ou Chimie jouait également à ses côtés dans cette série. Entre 2009 et 2011, il joue dans la série espagnole connue Physique ou Chimie, produit par Boomerang TV et diffusé sur Antena 3 et Antena Neox (NRJ12 puis June et actuellement numéro 23 en France). Dans cette série, il joue David Ferran, un garçon homosexuel âgé de 17 ans, qui passe plusieurs années en tant qu'étudiant au lycée Zurbaran, où il commence à réaliser sa véritable orientation sexuelle. Adrián a précisé que « David était son opposé, mais qu'il aimait jouer ce rôle, que c'était un défi. » Il a aussi précisé : « ça a été très facile, je m'entendais très bien avec Javier Calvo », Javier qui joue le rôle de son petit ami dans la série. 
Il a également participé à une série sur internet, Gocca, où il joue un personnage espagnol qui déménage à Paris (uniquement un épisode, le 2 de la deuxième saison).
Il a été récompensé par le "Grand Prix Corallo Città di Alghero" le 9 juillet 2011[réf. souhaitée].
En 2014, il intègre la distribution de la série de Telecinco El Chiringuito de Pepe au côté de Dafne Fernandez.

## Musique
Il a gagné le concours "Menudas étoiles" en 1999, en interprétant la chanson Salomé de Chayanne.
Il va former un groupe de musique SJK avec des collègues de la série Los Serrano : Victor Elias, Natalia Sánchez et Andrés de la Cruz. Ils ont sorti deux albums. En 2010 il commence à travailler seul sur son album.
Le 29 juin 2012, il a fait ses débuts musicaux dans la belle Versilia Toscane en Italie qui révèle son grand succès[réf. souhaitée]. Cette musique a été très appréciée par tous les fans présents. Il y aura bientôt des dates de l'Italie et d'autres événements avec cet artiste qui a également confirmé à la télévision ses compétences nécessaires pour être une caractéristique de la voix chantée et une personnalité rare sur la scène musicale internationale.

## Famille
Il est né d'un père nommé Antonio et d'une mère nommée Ana. Il a une petite sœur nommée Sara.

## Télévision
| Année(s)  | Série                  | Rôle                | Chaîne                      | Notes                                         |
| --------- | ---------------------- | ------------------- | --------------------------- | --------------------------------------------- |
| 2005-2007 | La Famille Serrano     | David « DVD » Borna | Télecinco (France: France3) | Personnage Principal - Saison 4,5,6,7,8       |
| 2009-2011 | Physique ou Chimie     | David Ferrán        | Antena 3 (France - NRJ12)   | Personnage Principal - Saisons 3,4,5,6,7      |
| 2012      | Gocca                  | Héctor              | Web Serie                   | Personnage secondaire (1 épisode) - Épisode 2 |
| 2012      | Los misterios de Laura | Sergio              | RTVE                        | Personnage secondaire (1 épisode)             |
| 2012      | Cenizas y el Eden      | Sergio              | Web Serie                   | Personnage secondaire (1 épisode) - Épisode 3 |
| 2014      | El Chiringuito de Pepe | Dani                | Telecinco                   | Personnage principal                          |

## Longs-métrages
| Année(s) | Film                | Rôle  | Notes                |
| -------- | ------------------- | ----- | -------------------- |
| 2007     | El Vuelo del Guirre | Zeben | Personnage Principal |

## Courts-métrages
| Année(s) | Pelicula              | Rôle | Notes |
| -------- | --------------------- | ---- | ----- |
| 2003     | Queridos Reyes Magos  | --   | --    |
| 2012     | El regalo de mi padre | --   | --    |

## Videoclip
| Année(s | Videoclip                                               | Notes               |
| ------- | ------------------------------------------------------- | ------------------- |
| 2011    | Fruit Of Paradise - Adrian Rodriguez                    |                     |
| 2012    | Hasta el cielo - Torrico featuring Adrian Rodriguez     |                     |
| 2013    | Sientelo - Jose de Rico                                 | Apparition          |
| 2013    | Cuento de Amor - Austin & Keibi                         | Acteur du vidéoclip |
| 2014    | Hoy vuevo a empezar - Lucia Gil feat. Adrian Rodriguez  |                     |
| 2015    | Mas Que Una Amiga - Jose De Rico feat. Adrian Rodriguez |                     |
| 2015    | Sexy Lady - Adrian Rodriguez                            |                     |
| 2016    | Aqui Estoy Yo - Adrian Rodriguez feat. DCS              |                     |
| 2016    | I BELIEVE I CAN FLY - BARRIOFINO                        |                     |

## Discographie

### SJK (2005)
1. A toda mecha
2. Adiós papá
3. Soy la caña
4. Yo paso del amor
5. Del 1 al 10
6. Metrosexual
7. Me pica
8. Nadie manda
9. La profesora de inglés
10. Pienso en ti constantemente
11. Estoy p'allá
12. Me piro

### DPM (2006)
1. Con Angelina Jolie se me va la olla
2. D.P.M.
3. Bésame
4. Después del tono
5. Primero lo primero
6. Entre muñecas
7. Primer encuentro
8. Ke te pires
9. Paso de ti
10. Quiero despegar

### Autres chansons
1. Si me miras
2. Si empieza a llover
3. La distancia (feat. Jonseslife)
4. Vidas diferentes (feat. KBZ & Jonseslife)
5. Ready (Original Mix feat. Josepo)
6. Buscándote (feat. Crisis & Torrico)
7. Si empieza a llover remix (feat. Rus13)
8. Cuando lloras (Physique ou Chimie)
9. Sólo Quiero Bailar (Physique ou Chimie)
10. Dos Palabras
11. Fruit of paradise
12. Te sigo buscando
13. Loco por ti
14. Que pasó
15. Soltera de verano
16. Yo quiero un negrita
17. Hasta el cielo (feat. Torrico & Lugo)
18. Fin del mundo

## Prix et nominations
Menudas Estrellas
| Année | Résultat              |
| ----- | --------------------- |
| 1999  | Vainqueur du concours |

Prix Shangay
| Année | Categorie                              | Série              | Résultat                                  |
| ----- | -------------------------------------- | ------------------ | ----------------------------------------- |
| 2010  | Meilleure interprétation de télévision | Physique ou Chimie | Vainqueur avec Javier Calvo et Sergio Mur |

Grand Prix Corallo Città di Alghero
| Année | Categorie                    | Serie              | Résultat  |
| ----- | ---------------------------- | ------------------ | --------- |
| 2011  | Meilleur acteur Film Fiction | Physique ou Chimie | Vainqueur |

Celebrities Awards 2013
| Année | Categorie                        | Résultat  |
| ----- | -------------------------------- | --------- |
| 2013  | Meilleur Artiste Révélation 2013 | Vainqueur |

### Sources
- (es) Cet article est partiellement ou en totalité issu de l’article de Wikipédia en espagnol intitulé « Adrián Rodríguez » (voir la liste des auteurs).